# Peter Serenčéš
Peter Serenčéš, uváděn též jako Peter Serenčés (* 28. června 1947), je slovenský vysokoškolský pedagog, bývalý československý politik, po sametové revoluci poslanec Sněmovny národů Federálního shromáždění za Komunistickou stranu Slovenska, později za Stranu demokratické levice.

## Biografie
Ve volbách roku 1990 byl zvolen do slovenské části Sněmovny národů (volební obvod Západoslovenský kraj) za KSS, která v té době byla ještě slovenskou územní organizací celostátní Komunistické strany Československa (KSČS). Postupně se ale osamostatňovala a na rozdíl od sesterské strany v českých zemích se transformovala do postkomunistické Strany demokratické levice. Serenčés proto přešel do klubu SDĽ. Ve Federálním shromáždění setrval do voleb roku 1992.
V roce 2005 se uvádí jako učitel na Katedře účetnictví a financí Fakulty ekonomiky a managementu Slovenské zemědělské univerzity v Nitře.